# Бікаламахі
Бікаламахі (рос. Бикаламахи) — село Акушинського району, Дагестану Росії. Входить до складу муніципального утворення Сільрада Кассагумахинська.
Населення — 54 (2010).

## Населення
За даними перепису населення 2002 року в селі мешкало 100 осіб. В тому числі 46 (46.00 %) чоловіків та 54 (54.00 %) жінок.
Переважна більшість мешканців — даргинці (100 % від усіх мешканців). У селі переважає сирхинсько-тантинська мова.